# Eugênia da Grécia e Dinamarca
Eugênia da Grécia e Dinamarca (Paris, 10 de fevereiro de 1910 — Genebra, 13 de fevereiro de 1989) era a única filha do príncipe Jorge da Grécia e Dinamarca e da princesa Maria Bonaparte, filha do príncipe Roland Napoléon Bonaparte. Seu pai era o segundo filho de Jorge I da Grécia e Olga Constantinovna da Rússia. 
Como uma prima do noivo, ela era um convidado no casamento da princesa Isabel e Filipe, Duque de Edimburgo em 1947. 

## Casamento e filhos
Eugênia casou com o príncipe Dominic Rainer Radziwiłł em 30 de maio de 1938 em Paris. Eles se divorciaram em 1946. Eles tiveram dois filhos: 
- Princesa Tatiana Radziwiłł (28 de agosto de 1939) casou com Jean Henri Fruchaud, com descendência. [4]
- Príncipe Jerzy Radziwiłł (4 de novembro de 1942 - 27 de agosto de 2001)

Eugênia se casou com Raimundo della Torre e Tasso, 2.º Duque de Castel Duino em 28 de novembro de 1949. Seu casamento também terminou em divórcio, em 1965. Eles tiveram um filho:
- Carlos Alessandro, 3.º Duque de Castel Duino (10 de fevereiro de 1952) casou com Veronique Lantz, com descendência.

## Títulos, estilos, honras e braços

### Títulos e estilos
- 10 de fevereiro de 1910 - 30 de maio de 1938: Sua Alteza Real a princesa Eugênia da Grécia e Dinamarca
- 30 de maio de 1938 - 28 de novembro de 1949: Sua Alteza Real a princesa Dominic Radziwiłł
- 28 de novembro de 1949 - 11 de maio de 1965: Sua Alteza Real a Duquesa de Castel Duino
- 11 de maio de 1965 - 13 de fevereiro 1989: Sua Alteza Real a princesa Eugênia da Grécia e Dinamarca

### Honras
- Dama da Grande Cruz da Ordem das Santas Olga e Sofia [5]